# Libor Lesák
Libor Lesák (* 30. července 1965 Praha) je český regionální politik a lesník, od roku 2008 zastupitel Středočeského kraje (v letech 2020 až 2024 také radní kraje), od roku 2022 starosta města Kralupy nad Vltavou, člen ODS.

## Život
Vystudoval Střední lesnickou školu v Písku a od roku 1984 pracoval u Státních lesů jako lesník a vedoucí polesí.
Žije v Kralupech nad Vltavou, je ženatý a vychoval tři již dospělé děti. K jeho hlavním koníčkům patří příroda, poznávací cestování, víno a myslivost.

## Politické působení
V zastupitelstvu města Kralupy nad Vltavou  zasedá od roku 2002, v letech 2009 až 2022 byl místostarostou města. Z pozice místostarosty města se zaměřoval zejména na investiční akce a finanční záležitosti města. V říjnu 2022 se pak stal novým starostou města.
Roku 2008 stal krajským zastupitelem, kde působil nejdříve ve Výboru pro zemědělství a ekologii a nyní je předsedou Komise pro rozvoj podnikání. V krajském zastupitelstvu působí i jako člen Komise pro majetek.
V krajských volbách v roce 2020 obhájil za ODS mandát zastupitele Středočeského kraje. Dne 16. listopadu 2020 se navíc stal radním Středočeského kraje pro majetek a investice. V krajských volbách v roce 2024 mandát zastupitele kraje obhájil, na konci října 2024 však opustil post radního kraje.